# Metazygia erratica
Metazygia erratica är en spindelart som först beskrevs av Eugen von Keyserling 1883.  Metazygia erratica ingår i släktet Metazygia och familjen hjulspindlar. Inga underarter finns listade i Catalogue of Life.